# 綠色世界語者協會
綠色世界語者協會（簡稱AVE）是一個旨在促進綠黨了解世界語和提供世界語者有關環境議題資訊的非營利組織。AVE在1984年歐洲綠黨在比利時召開第一次會議時成立。
AVE認為綠黨或其他生態主義政黨應該要支持世界語運動，因為世界語原本就是為了促進世界和平與增進各國之間的了解而發明的；世界語藉由反對強權語言的過度使用，進一步保護地區語言的多樣性；因為國際會議通常使用英語等強權語言，造成母語非英語者與其他人站在不同的基準點上，因此藉由使用中性語言世界語，綠黨可以在舉辦國際會議時減少語言歧視的發生。

## 外部連結
- AVE官網 （页面存档备份，存于）